# Anstaltsgemeinde
Anstaltsgemeinden sind evangelische Kirchengemeinden, die innerhalb einer als „Anstalt“ bezeichneten Einrichtung errichtet wurden. In der Regel handelt es sich dabei um Einrichtungen der diakonischen Versorgung, wie beispielsweise Krankenhäuser, Altenheime oder Wohneinrichtungen für Menschen mit Behinderungen. Auftrag der Anstaltsgemeinden ist die seelsorgerliche Versorgung eines auf Dauer oder längere Zeit vom allgemeinen Sozialleben ausgeschlossenen Personenkreises. Historisch zählten auch die Einrichtungen der Gefängnisseelsorge und der Militärseelsorge zu den Anstaltsgemeinden; sie sind heute gemeinsame Aufgabe von Staat und Religionsgemeinschaften.
In den evangelischen Landeskirchen in Deutschland ist die Errichtung von Anstaltsgemeinden im jeweiligen Landeskirchenrecht geregelt, wobei es eine große Bandbreite in der konkreten Ausgestaltung gibt. In der Regel werden Anstaltsgemeinden durch einen Rechtsakt der jeweiligen Kirchenleitung begründet, in dem der Wirkungsbereich der Gemeinde, der Gemeindeaufbau und die Gemeindeglieder definiert werden. Zugehörig zu einer Anstaltsgemeinde sind meist alle evangelischen Personen, die dauerhaft innerhalb der Einrichtung leben, in einzelnen Fällen aber auch alle Mitarbeiter, unabhängig vom Wohnsitz. 